# Castillo del Cotoner
El castillo del Cotoner (en italiano: Castello di Cotone) se encuentra en el extremo norte del término municipal de Scansano (GR). Su ubicación está al norte del castillo de Montepo.

## Historia
La fortificación fue construida en Plena Edad Media cerca de dos edificios religiosos preexistentes, un campanario y una iglesia. 
Inicialmente controlado por los señores del Cotone. Denominados condes de Montorgiali desde el inicio en 1224 de la desvinculación de los feudos Aldobrandeschi que culmina con la constitución del condado de Santa Fiora en 1274.
Hacia mediados del siglo XIV, los ‘’Cotone’’ vendieron el castillo a Siena, junto con el de Montepò; unos años más tarde, el lugar fue disputado entre las familias Tolomei y Salimbeni, antes de que Siena recuperara el control jurisdiccional. 
El dominio sienés duró hasta la segunda mitad del siglo XVI, cuando se incorporó la república de Siena al territorio del Gran Ducado de Toscana. 
Durante los siglos que siguen, el castillo fue el centro de una comunidad rural, que dado el declive demográfico, sufre un abandono definitivo a mediados del siglo XVIII, cuando los últimos habitantes ultimaron el traslado de toda la población a las cercanas ciudades de Polveraia y Poggioferro.
Tras dicho abandono, el conjunto medieval original sufrió un período de decadencia resultando en la pérdida de numerosos edificios, en estado de ruina.

## Descripción
El castillo de Cotoner es un asentamiento en ruinas, delimitado por los restos de una muralla con una forma triangular; las dimensiones son similares a la ocupación que tienen de los principales pueblos de la provincia de Grosseto .
En correspondencia con el lado este de los muros triangulares, se aprecian valiosos elementos arquitectónicos que probablemente constituyen los restos del antiguo campanario.
En el lado occidental de las murallas hay una puerta que da acceso a la plaza del montículo, donde emergen los restos de muralla de algún otro edificio religioso y los de edificios civiles, entre los que seguramente también estuvo el palacio del señor feudal.

## Artículos relacionados
- Scansano
- Colinas de Albegna y Fiora
- Provincia de Grosseto

- Datos: Q3662589